# Zohra Chihi
Pour les articles homonymes, voir Chihi.
Zohra Chihi, née le 27 août 1994, est une haltérophile tunisienne.

## Carrière
Zohra Chihi est médaillée de bronze aux Jeux africains de 2015 et médaillée d'argent aux championnats d'Afrique 2016 dans la catégorie des moins de 48 kg.
Elle est médaillée de bronze à l'arraché aux Jeux africains de 2019 dans la catégorie des moins de 49 kg.
Aux championnats d'Afrique 2021 à Nairobi, Zohra Chihi remporte la médaille d'or à l'arraché et deux médailles d'argent à l'épaulé-jeté et au total dans la catégorie des moins de 48 kg.